# Chrysosoma argentifrons
Chrysosoma argentifrons är en tvåvingeart som beskrevs av Octave Parent 1935. Chrysosoma argentifrons ingår i släktet Chrysosoma och familjen styltflugor. Inga underarter finns listade i Catalogue of Life.